# Maison de Lévis
Pour les articles homonymes, voir Lévis (homonymie).
La maison de Lévis, plus connue sous le nom de Lévis-Mirepoix, est une famille subsistante de la noblesse française, originaire du village de Lévis (actuellement Lévis-Saint-Nom dans les Yvelines), connue depuis le XIIe siècle comme vassale des seigneurs de Montfort-l'Amaury. Après l'attribution de la seigneurie de Mirepoix par Simon de Montfort à Guy Ier de Lévis-Mirepoix à la suite de sa participation à la croisade des albigeois au début du XIIIe siècle (vers 1209 ; donation confirmée au Traité de Paris de 1229), elle est devenue une puissante famille de seigneurs languedociens. Cette famille a compté jusqu'à onze branches, dont six ont accédé à la dignité ducale sous l'Ancien Régime. Dix d'entre elles sont aujourd'hui éteintes, dont toutes les branches ducales. Seule subsiste la branche de Léran, qui a repris le nom de Lévis-Mirepoix.

## Légendes
Comme la plupart des grandes maisons d'Île-de-France, les Lévis ont fait remonter leurs origines mythiques jusqu'à un compagnon de Clovis. Ils rivalisaient avec les Montmorency pour l'honneur d'avoir eu leur ancêtre baptisé par Saint Remi juste après Clovis, d'où la devise : « Dieu aide au second chrétien Lévis » (avec la rime Clovis-Lévis).
Ils se prétendaient aussi — par homophonie avec la tribu juive de Lévy — apparentés à la Vierge Marie, et certains n'hésitaient pas à modifier la prière catholique bien connue : « Je vous salue Marie, ma cousine, pleine de grâces… »
Un proverbe du Languedoc disait, sans rapport avec la réalité historique, ceci :

« Les Hunauds, les Lévis et les Rigaud
Ont chassé les Visigots ;
Les Lévis, les Rigaud, les Voisins
Ont chassé les Sarrazins. »

## Origine
Le premier seigneur de Lévis attesté avec certitude est Philippe Ier (v. 1150-1204), seigneur de Lévis (Saint-Nom), et père de Guy Ier de Lévis, seigneur de Mirepoix. Ses ancêtres ne sont pas connus. On n'en trouve pas la trace avant l'année 1179.
La terre de Lévis est située dans le ressort de la ville et châtellenie de Chevreuse. La terre de Chevreuse étant elle-même un arrière-fief du comté de Montfort-l'Amaury, il y a peut-être parenté entre Amaury II de Montfort, vivant en 1028, et Milon de Chevreuse, vivant en 1029. On remarque dans ces trois maisons de Montfort-l'Amaury, de Chevreuse, et de Lévis, l'adoption contemporaine et suivie des prénoms Gui, Simon et Philippe.
Une autre hypothèse a été émise, mais elle est erronée.

## Histoire
Le second fils de Philippe Ier, Guy Ier de Lévis (v. 1180-1233), fondateur en 1195 de l'abbaye Notre-Dame de La Roche à Lévis-Saint-Nom, s'est illustré lors de la croisade des albigeois (le fils aîné, Milon de Lévis, est actif en Normandie et en Auvergne : bailli et connétable du Cotentin). Guy a été le lieutenant de son suzerain, Simon de Montfort, dont il a reçu le fief de Mirepoix. La donation n'a été définitive qu'après la ratification du Traité de Paris de 1229.
Les Lévis ont pris le titre de « maréchal d'Albigeois » ou « maréchal de Mirepoix », qui s'est transformé, à la fin du XVe siècle, en maréchal de la Foi, ce titre étant héréditaire. La terre du maréchal, qui échut aux Lévis, est conservée par la famille pendant 563 ans.
La cité de Mirepoix (actuel département de l'Ariège) en était le centre, qu'ils ont fait ériger en évêché par le pape Jean XXII en 1317.
Cette terre est érigée en marquisat au XVIIe siècle. Les Lévis sont sénéchaux de Carcassonne de père en fils durant deux siècles (XVIIe et XVIIIe siècles).
La Maison de Lévis est admise quinze fois aux Honneurs de la Cour au XVIIIe siècle. Le généalogiste des ordres du Roi Bernard Chérin a pu écrire à son sujet : « La Maison de Lévis réunit tous les caractères de la haute noblesse ».
Trois de ses membres sont députés aux États-généraux de 1789.
Sous la Restauration, la Maison de Lévis occupe trois sièges à la Chambre des pairs.
L'Association d'entraide de la noblesse française a pour premier président de son histoire Antoine de Lévis-Mirepoix.

## Branches
De cette maison sont issues plusieurs branches :
- Les Lévis-Mirepoix, duc de Mirepoix en 1751, éteints en 1757 au décès du maréchal-duc de Mirepoix, prolongés par la branche des seigneurs de Gaudiès, éteinte en 1870. En 1757, le maréchal-duc de Mirepoix laisse ses biens non à la branche de Gaudiès, mais à la branche de Léran, qui relève ainsi le nom de Mirepoix ;
- les Lévis-Léran, issus de la branche de Mirepoix au XIVe siècle. Cette branche hérite par testament en 1757 des biens du maréchal-duc de Mirepoix et relève alors le nom de Mirepoix. Au XIXe siècle, elle hérite par mariage du titre espagnol de duc de San Fernando Luis ; dont descendance subsistante au XXIe siècle ;
- Les Lévis-Ajac, issus de la branche de Léran au XVIIe siècle. Membre de cette branche, François Gaston de Lévis obtient par échange avec le roi, contre Vélizy, la terre d'Avesnes-le-Comte, érigée en duché en 1784 : il porte alors le titre de duc de Lévis ; branche éteinte au décès du duc de Lévis, en 1863 ;
- les seigneurs de Montbrun et de Pennes ;
- les vicomtes de Lautrec, aussi comtes de Villars en Dombes et seigneurs de La Roche en Velay, issus au XIVe siècle de la branche de Mirepoix et éteints au XVe siècle ;
- les barons de La Voulte (par mariage avec Antoinette d'Anduze), marquis d'Annonay, comtes puis ducs de Ventadour (terre limousine de Ventadour venue par le mariage de Louis de Lévis en 1472 avec Blanche de Ventadour, puis érigée en duché par lettres patentes en 1578 ; les ducs de Ventadour sont faits pairs de France par lettres patentes en 1589[8],[9],[10] ; d'où le nom du château « de Ventadour » à Meyras, dont ils sont aussi maîtres), branche issue au XVe siècle de celle de Lautrec et éteinte en ligne masculine en 1717 par le décès de Louis-Charles de Lévis, 5e duc de Ventadour ;
- les comtes de Charlus, issus au XVe siècle de la branche de Ventadour, devenus ducs de Lévis en 1723 et éteints en 1734 à la mort de Charles Eugène, duc de Lévis-Charlus ;
- la branche des marquis de Châteaumorand, issue au XVIIe siècle de celle des comtes de Charlus, et éteinte en 1751 ;
- la branche des seigneurs de Lévis et de Florensac, issue au XIVe siècle de celle des vicomtes de Lautrec et éteinte en 1462 ;
- la branche des seigneurs de Couzan et de Lugny, par alliance avec les Damas, issue au XVe siècle de celle de Florensac et éteinte en 1808 ;
- les barons et comtes de Caylus/de Quélus (titre comtal en 1574) ; issue au XVe siècle de celle de Couzan, Jacques de Lévis de Caylus, ci-dessous, branche éteinte en 1643[11].

## Branche de Ventadour

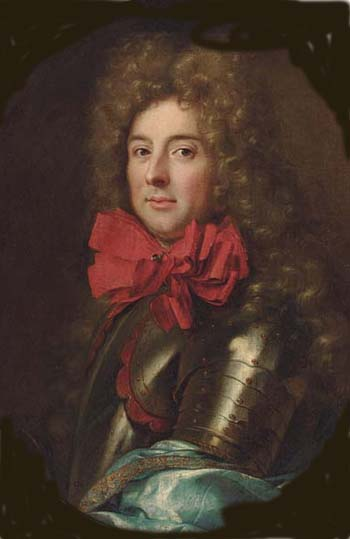
Louis Charles de Lévis,
par Pierre Mignard, vers 1675.

Principaux membres de la branche de Lévis-Ventadour (issue des Lévis-Florensac, vicomtes de Lautrec et sires de La Roche-en-Rénier, eux-mêmes branche cadette des Lévis-Mirepoix) :
- Louis de Lévis, baron de La Voulte, épouse Blanche de Ventadour en 1472, dont :
  - le cadet François de Lévis de Ventadour (-1535), évêque de Tulle
  - l'aîné, Gilbert Ier de Lévis, comte de Lévis-Ventadour (+1529), épouse Jacqueline du Mas de L'Isle, dont :
    - Gilbert II de Lévis (+1557), épouse Suzanne de Laire, dame de Grigny et Cornillon (arrière-petite-cousine de Guillaume), dont :
      - Gilbert III de Lévis (-1591), premier duc de Ventadour, épouse Catherine de Montmorency, dont :
        - Anne de Lévis (1569-1622), 2e duc de Ventadour, épouse Marguerite de Montmorency, dont :
          - Henri de Lévis (1596-1680), 3e duc de Ventadour, épouse Marie Liesse (fille de Henri de Luxembourg, duc de Piney, 1583-1616, & Madeleine de Montmorency), sans postérité ; entre dans les ordres en 1631 et cède le duché à son frère cadet Charles ;
          - Charles Ier de Lévis (1600-1649), 4e duc de Ventadour, épouse Suzanne de Lauzières, marquise de Thémines (petite-fille du maréchal Pons de Lauzières-Thémines de Cardaillac, marquis de Thémines), sans postérité, puis épouse Marie de La Guiche (fille du maréchal de Saint-Géran), dont :
            - Louis-Charles de Lévis (1647-1717), 5e duc de Ventadour, gouverneur du Limousin, qui épouse Charlotte de La Mothe-Houdancourt gouvernante de Louis XV et gouvernante des enfants royaux, dont :
              - Anne-Geneviève de Lévis-Ventadour, qui marie en 1691 Louis-Charles de La Tour d'Auvergne, héritier des ducs de Bouillon (1665 - 1692), sans postérité, puis épouse Hercule-Mériadec de Rohan-Soubise, duc de Rohan-Rohan et prince de Soubise.

## Personnalités

### Branche de Mirepoix (aînée)
- Gui Ier de Lévis (v.1180-1233) (fils de Philippe Ier), seigneur de Mirepoix, Montségur, Lagarde, Lévis, maréchal de la Foi pendant la Guerre des albigeois.
- Gui II de Lévis (v. 1210- ?), seigneur de Mirepoix, Montségur, Lagarde, Lévis, aussi de Villeneuve et Florensac, épouse vers 1226 Jeanne de Bruyères, 9 enfants dont :
- Gui III de Lévis (1240-1299), seigneur de Mirepoix, Montségur, Lagarde, Lévis, Pommerols et Florensac, époux en 1269 d'Isabelle de Marly (une branche cadette des Montmorency), dame d'Amblainvilliers ;
- Pierre de Lévis-Mirepoix (?-1330), évêque de Maguelone, Cambrai et Bayeux ;
- Philippe de Lévis (vers 1435-1475), cardinal, archevêque d'Auch puis d'Arles ;
- Eustache de Lévis (?-1489), cardinal, archevêque d'Arles ;
- Philippe de Lévis (1466-1537), évêque de Mirepoix ;
- Gaston Pierre de Lévis-Mirepoix (1699-1757), marquis puis Ier duc de Mirepoix, maréchal de France, aussi comte de Lomagne-Terride et vicomte de Gimois (terres venues de sa quadrisaïeule Catherine-Ursule de Lomagne, femme de Jean VI de Lévis de Mirepoix) ;
- Guy Henri Joseph de Lévis, marquis de Gaudiès, pair de France en 1827 (1757-1828) ; La branche de Gaudiès est issue d'Henri de Lévis (1re moitié du XVIIe siècle), fils d'Antoine-Guillaume et petit-fils de Jean VI de Lévis de Mirepoix.
- Léo-Guy-Antoine de Lévis, marquis de Gaudiès, pair de France en 1829 (1786-1870), fils du précédent.

### Branche de Sérignan, Montbrun et Montégut
Branche issue de Thibaut de Lévis, sire de Sérignan et de Penne (Lapenne), fils cadet de Guy III, marié en 1294 avec Anglésie de Montégut, dame de Montbrun et de Montégut.

### Branche de Florensac
Branche issue de Philippe Ier de Lévis-Florensac , fils puîné de Guy III de Lévis, frère puîné de Jean Ier de Lévis-Mirepoix et de Thibault de Lévis-Sérignan, mari en 1296 de Béatrice de Lautrec (dans l'héritage Lautrec, se trouvent Labastide et Castelnau) : 
- Leur fils aîné Philippe II de Lévis-Lautrec épouse en 1336 Jamaige/Jamague de (La) Roche-en-Rénier, dame de Posquières (Vauvert), Broussan, Jonquières, Meyras (Ventadour). Dans la suite des vicomtes de Lautrec, Philippe III — petit-fils de Philippe II — marie en 1372 Eléonore de Thoire-Villars, héritière de Villars et d'Annonay : parents de Philippe IV de Lévis, vicomte de Lautrec, comte de Villars, sire de (La) Roche-en-Régnier, Vauvert et Annonay, époux en 1395 d'Antoinette d'Anduze, dame de La Voulte.
- Le fils aîné d'Antoinette et Philippe IV, Antoine Ier de Lévis joint à ces seigneuries Ons-en-Bray et Vierzon (par sa femme Isabelle de Chartres, épousée en 1425, nièce héritière de l'archevêque Regnault ; succession terminée avec leurs deux fils Jean et Antoine II : rameau alors éteint dans les mâles vers la fin du XVe siècle),

- alors que leur fils cadet Bermond/Brémond de Lévis épouse vers 1423/1424 Agnès/Agnette de Châteaumorand, fille de Jean, dame de Poligny (Lurcy), et continue les barons de La Voulte et de Vauvert, marquis d'Annonay. Louis de Lévis de La Voulte, fils d'Agnès et Bermond, épouse en 1472 Blanche de Ventadour, dame de Charlus : les barons de La Voulte deviennent donc comtes puis ducs de Ventadour (voir ci-dessus et ci-dessous la Branche de Ventadour), accompagnés de la sous-branche des barons puis comtes de Charlus, marquis de Poligny (Lurcy-Lévis) (avec Lévis en Bourbonnais), vicomtes de Lugny & de Hanceaux (Père Anselme : Charles de Lévis-Charlus, fils de Jean de Charlus et Françoise -de Poitiers-St-Vallier (voir plus bas la sous-branche de Charlus), Grand-maître des Eaux & Forêts de France[12] ; probablement Lugny et Champceaux, au NO de Poligny, mais pas Lugny qui est aux Lévis-Couzan ci-dessous), aussi marquis de Châteaumorand et marquis de Valromey en succession de leur parente Diane de Châteaumorand († 1626), veuve héritière d'Honoré d'Urfé. Les Lévis-La Voulte-Ventadour acquièrent de plus la principauté de Maubuisson[13] et le duché de Damville (d'Anville : duc François-Christophe), venus des Montmorency par les mariages de Gilbert III et d'Anne de Lévis, respectivement avec Catherine (1553) et Marguerite de Montmorency (1593).

- Leur fils cadet Bertrand Ier de Lévis continue les sires de Florensac ; il est le mari en 1336 de Jourdaine de (La) Roche-en-Régnier (sœur cadette de Jamaige) et le père de Philippe II de Lévis, sire de Lévis, Marly, Magny, Florensac, Villeneuve-la-Crémade ou -la-Grenade (Villeneuve-lès-Béziers), marié vers 1383 à Alix de Caylus/de Quélus, père lui-même de Bertrand II, père de Philippe III :
- Philippe III de Lévis (+1451), seigneur de Florensac, mari d'Isabeau de Poitiers-Saint-Vallier et beau-père de Louis de Crussol. Leur fille Jeanne de Lévis-Florensac transmet l'héritage à son mari Louis de Crussol, épousé en 1452 : d'où les Crussol d'Uzès, Lévis et Florensac .

#### Sous-branche des seigneurs de Couzan
Issus des Lévis-Florensac, barons de Couzan par alliance avec les Damas de Couzan et Lugny (en effet, la souche de cette branche, Eustache de Lévis, sire de Villeneuve et de Lapenne, baron de Caylus, fils cadet de Philippe II de Lévis-Florensac et frère puîné de Bertrand II, épouse en 1427 Alix de Damas de Couzan), et barons de Feugerolles par alliance avec les Lavieu-Feugerolles (car leur fils Jean de Lévis-Couzan épouse Marie de Lavieu-Feugerolles, sans postérité). Seigneurs de Marly (vendu en 1569 à Albert de Gondi) et Magny ; sires de Lugny (barons, puis marquis), du Plessis, de Chalain d'Uzore, Nervieux et Grégnieux, La Perrière, Villeneuse, Boisy par les Damas ; et sires de Chalain-le-Comtal et Curraize par les Lavieu de Feugerolles (fiefs conservés par les Lévis malgré l'absence de postérité du mariage avec Marie de Lavieu).
- Gabriel de Lévis-Couzan (+1535), bailli de Forez, baron de Couzan et de Feugerolles, seigneur de Chalain, Boën, Magny-L'Essart et Marly-le-Châtel[15] ; marié à Anne de Joyeuse (+1531), fille de Louis de Joyeuse, seigneur de Bouthéon. Leurs gisants se trouvent dans le porche de la cour du château de Chalain d'Uzore[16].
- Claude de Lévis-Couzan (+ après 1574[17]), seigneur de Couzan, Chalain, Boën ; marié à Hélène de Montpezat. Il est l'auteur des aménagements de style Renaissance au château de Chalain d'Uzore[18].
- Marc-Antoine de Lévis, baron et marquis de Lugny (1739-guillotiné le 4 mai 1794), député de la Noblesse du Bailliage de Dijon aux États-généraux de 1789.

#### Sous-branche des seigneurs puis comtes de Caylus
Issue des Lévis de Couzan (et donc des Florensac), la souche étant Guy de Lévis († 1508), fils cadet d'Eustache de Lévis-Caylus et Couzan, et frère puîné de Jean de Lévis-Couzan-Feugerolles (ci-dessus).
- Jacques de Lévis de Caylus (1554-1578), comte de Caylus (St-Affrique) (dit Quélus, mignon d'Henri III), fils d'Antoine de Lévis († 1586), comte de Caylus, baron de Villeneuve et Lapenne.

### Branche de Ventadour
Branche issue des Lévis-(Florensac) : les Ventadour en deviennent le rameau aîné à partir de la fin du XVe siècle ; barons de La Roche-en-Rénier, Annonay, La Voulte, Vauvert (maîtres aussi de... Ventadour).
- François de Lévis de Ventadour (-1535), évêque de Tulle ;
- Gilbert III de Lévis (-1591), comte puis 1er duc de Ventadour ;
- Anne de Lévis (1569-1622), 2e duc de Ventadour, fils du précédent ;
- Henri de Lévis (1596-1680), 3e duc de Ventadour puis ecclésiastique, fils du précédent ;
- Anne de Lévis de Ventadour (ca 1605-1662), évêque de Lodève, puis archevêque de Bourges, frère du précédent ;
- Louis-Hercule de Lévis de Ventadour (vers 1613-1679), évêque de Mirepoix, frère des précédents ;
- Louis-Charles de Lévis (1647-1717), 5e duc de Ventadour, époux de Charlotte de La Mothe-Houdancourt (1654-1744), gouvernante des enfants de France ;
- Anne Geneviève de Lévis Ventadour (1673-1727), fille du précédent, duchesse de Bouillon, puis princesse de Soubise : Succession aux Rohan-Soubise.

#### Sous-branche de Charlus et de Châteaumorand
Issue des Lévis-(Florensac)-La Voulte-Ventadour. La souche est Jean de Lévis, baron de Charlus, fils cadet de Louis de Lévis-La Voulte et Blanche de Ventadour, et frère puîné de Gilbert Ier de Lévis-Ventadour : il maria en 1501 Françoise de Poitiers-St-Vallier (tante de Diane de Poitiers). Un oncle de ce Jean de Charlus, Jacques de Lévis († 1521), fils puîné de Brémond de Lévis-La Voulte et d'Agnès de Châteaumorand, donc frère cadet de Louis de La Voulte, mari de Louise de Tournon, reçut Châteaumorand ; sa descendante à la 4e génération, Diane Le Long de Chenillac, dame de Châteaumorand (1558-1626) resta sans postérité de ses unions avec les deux frères Anne puis Honoré d'Urfé, et légua en 1625/1626 à son cousin Jean-Claude de Lévis-Charlus.
- Charles-Eugène de Lévis-Charlus (1669-1734), duc de Lévis-Charlus, Lieutenant-général ;
- Marie-Éléonore de Lévis-Châteaumorand (1739-1793), duchesse de Saulx par son mariage.

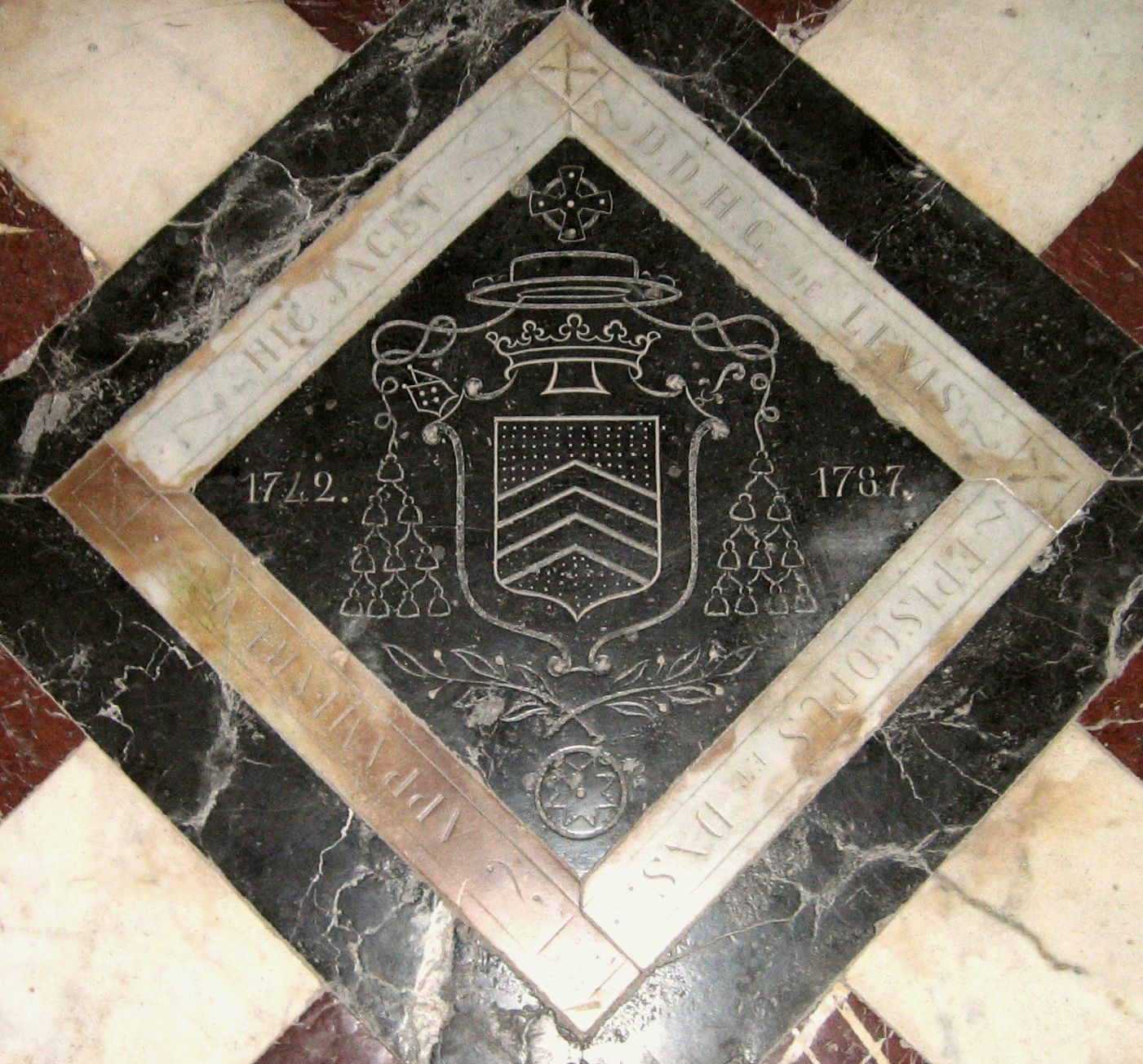
Tombe d'Henri Gaston de Lévis,
en la cathédrale de Pamiers.

### Branche de Léran
Branche issue de Gaston de Lévis de Léran (1re moitié du XIVe siècle), fils puîné de Jean Ier de Lévis de Mirepoix (fils aîné de Guy III) et Constance de Foix.

#### Rameau aîné
- Henri-Gaston de Lévis (1712-1787), évêque de Pamiers de 1741 à 1787 ;

- Charles-Philibert-Marie-Gaston de Lévis-Mirepoix (1753-1794), maréchal de camp, député aux États généraux de 1789 ; (son père Louis-Marie-François-Gaston de Lévis, marquis de Léran et de Mirepoix, avait hérité en septembre 1757 de Mirepoix, berceau de la branche aînée de tous les Lévis, éteinte dans les mâles, mais au détriment des Lévis-Gaudiès) ;
- Athanase-Gustave-Charles-Marie de Lévis-Mirepoix (1792-1851), fils du précédent, pair de France de 1827 à 1830 ;
- Charles François Henri de Lévis-Mirepoix (1849-1915), petit-fils du précédent, duc de San Fernando Luis ;
- Antoine de Lévis-Mirepoix (1884-1981), fils du précédent, duc de San Fernando Luis (portait le titre de courtoisie de duc de Lévis-Mirepoix), grand d'Espagne, historien, romancier, président de l'A.N.F., membre de l'Académie française ;
- Philomène de Lévis-Mirepoix (1887-1978), sœur du précédent, écrivaine connue sous le pseudonyme de Claude Silve, prix Fémina 1935 ;
- Félix de Lévis-Mirepoix (1846-1928), député de l'Orne, maire d'Origny-le-Roux, petit-fils d'Athanase Gustave Charles ;
- Emmanuel de Lévis-Mirepoix, prince de Robech, grand d'Espagne (1909-1951), neveu du précédent, historien et homme de lettres.

#### Rameau cadet: barons d'Ajac
- François-Gaston de Lévis (1719-1787), duc de Lévis, maréchal de France ;
- Pierre-Marc-Gaston de Lévis (1764-1830), 2e duc de Lévis, député de la noblesse du Bailliage de Senlis aux États généraux de 1789, membre de l'Académie française, fils de François-Gaston ;
- Gaston-François-Christophe de Lévis (1794-1863), 3e et dernier duc de Lévis, fils du précédent.

#### Chanoines-comtes de Lyon
Les différentes branches comptent neuf membres reçus chanoines-comtes de Saint-Jean de Lyon, entre les XVe et XVIIIe siècles.

## Généalogie
La généalogie présentée ci-dessous retrace principalement la branche de Lévis-Mirepoix et de Lévis-Ventadour[réf. à confirmer].
```
  
Philippe 
I
er
 de Lévis
, seigneur de 
Lévis-Saint-Nom
 (1150-1205/13)
   X Elisabeth 
de Palaiseau
 (1150-1210)
   │
   └─■ 
Gui 
I
er
 de Lévis
, seigneur de Lévis et de 
Mirepoix
, maréchal de la Foi (1180-11.1230/33)

        │
        ├─■ 
Philippe de Lévis

        │
        └─■ 
Gui II de Lévis-Mirepoix
, seigneur de Mirepoix, de 
Florensac
 
,
 
etc.
 (vers. 1210-27.09.1261)
            X Jeanne 
de Bruyères
 (1216-1269)
            │
            ├─■ 
Gui III ‘Guyot’ de Lévis-Mirepoix
, maréchal et seigneur de Mirepoix, seigneur de 
Montségur
,
            │   de 
Florensac
, de 
Pommerols
, de 
Plaignes
, de 
Lévis
 
,
 
etc.
 (1240-1299)
            │   X (29.08.1277) Isabelle de Marly, fille de Bouchard II, chevalier de 
Marly
 (fils de 
Bouchard de Marly
), et d'Agnès 
de Beaumont
 (vers 1245-03.09.1292)
            │    │
            │    ├─■ 
Jean 
I
er
 de Lévis-Mirepoix
, maréchal et seigneur de Mirepoix, seigneur de Montségur, maréchal de la Foi (1270/5-après 07.1318)
            │    │   X (02.02.1296) Constance de Foix, fille de 
Roger-Bernard III
, 
comte de Foix
 (1275-1332)
            │    │   │
            │    │   ├─● 
Isabeau de Lévis
 (1299-11.04.1361)
            │    │   │   Х (20.10.1320) 
Bertrand IV (ou V
), seigneur de 
La Tour d'Auvergne
 (1302-après 08.1368)
            │    │   │
            │    │   ├─■ 
Jean II de Lévis-Mirepoix
, seigneur de Mirepoix (1297-1369)
            │    │   │   X (09.1318) Mahaut de Sully, fille d'
Henri IV
, 
seigneur de Sully
, 
baron de Chalus
, et de 
Jeanne de Vendôme
 (1300-1342)
            │    │   │   │
            │    │   │   └─■ 
Roger-Bernard de Lévis-Mirepoix
, seigneur de Mirepoix, maréchal, Homme d'Armes, maréchal de la Foi (vers 1322-1393)
            │    │   │       X 
Élips de Lévis
, 
dame de La Garde
 et de 
Montségur
 (1321-1364)
            │    │   │       │
            │    │   │       └─■ 
Jean III de Lévis-Mirepoix
, chevalier, seigneur de Mirepoix et de Montségur, maréchal héréditaire de la Foi (1350-1397)
            │    │   │           X (10.07.1371) Jeanne d'Armagnac (1360-1418), fille de Jean 
I
er
, 
vicomte de Fézensaguet

            │    │   │           │
            │    │   │           ├─■ 
Roger-Bernard II de Lévis-Mirepoix
 († 1418)
            │    │   │           │   X (1402) Jeanne 
de Voisins
 († 1455)
            │    │   │           │   │
            │    │   │           │   └─■ 
Jean IV de Lévis-Mirepoix
, seigneur de Mirepoix et 
de La Garde
 (1418, château de Valanet-21.11.1491, Mirepoix)
            │    │   │           │       X (1454) Charlotte de Lévis-Florensac, fille d'Eustache de Lévis-
Florensac
, seigneur de 
Villeneuve-la-Grenade
 († 1499)
            │    │   │           │       │
            │    │   │           │       ├─■ 
François de Lévis-Mirepoix
 († 1491)
            │    │   │           │       │
            │    │   │           │       ├─■ 
Jean V de Lévis-Mirepoix
, seigneur de Mirepoix et de La Garde, 
sénéchal de Carcassonne
 et de 
Béziers
 († 1533)
            │    │   │           │       │   X Jeanne de Poitiers, fille d'Aymar 
de Poitiers
, comte de 
Saint-Vallier
 († 1500)
            │    │   │           │       │   │
            │    │   │           │       │   ├─● 
Françoise de Lévis-Mirepoix

            │    │   │           │       │   │   X Gaston d'Andouins, fils de Jean 
d'Andouins
 et Jeanne 
de Foix-Carmaing
 (
Diane
 est la petite-fille de Françoise et Gaston)
            │    │   │           │       │   │
            │    │   │           │       │   └─● 
Marguerite de Lévis-Mirepoix
 († 1518)
            │    │   │           │       │       X Méraud 
de Grolée
, seigneur de 
Viriville
 († 1531)
            │    │   │           │       │
            │    │   │           │       │   X (1500) Françoise d'Estouteville, fille de 
Jacques d'Estouteville
 (1482-1513)
            │    │   │           │       │   │
            │    │   │           │       │   ├─■ 
Philippe de Lévis-Mirepoix
, seigneur de Mirepoix et de La Garde, 
sénéchal de Carcassonne
 et 
Béziers
 († 12.12.1563)
            │    │   │           │       │   │   X (13.09.1538) Louise 
de La Trémoïlle
, fille de 
François de La Trémoïlle
, comte de 
Taillebourg

            │    │   │           │       │   │   │
            │    │   │           │       │   │   ├─■ 
Jean de Lévis-Mirepoix
, seigneur de Mirepoix (21.05.1540-14.08.1607)
            │    │   │           │       │   │   │   X (02.1563) Catherine Ursule 
de Lomagne
 (-
Fimarcon
-
Terride
) (1540-1616)
            │    │   │           │       │   │   │   │
            │    │   │           │       │   │   │   ├─■ 
Antoine Guillaume de Lévis-Mirepoix
, seigneur de Mirepoix (1569-13.05.1627)
            │    │   │           │       │   │   │   │   X (04.1593) Marguerite de Lomagne
            │    │   │           │       │   │   │   │   │
            │    │   │           │       │   │   │   │   ├─■ 
Alexandre de Lévis-Mirepoix
, marquis de Mirepoix, 
mestre de camp
 du 
régiment de Mirepoix
 (1595-1637, 
Leucate
)
            │    │   │           │       │   │   │   │   │   X (20.07.1632) Louise de Roquelaure († 1674), fille du 
maréchal
 
de Roquelaure

            │    │   │           │       │   │   │   │   │   │
            │    │   │           │       │   │   │   │   │   └─■ 
Gaston Jean Baptiste de Lévis-Mirepoix
, marquis de Mirepoix (15.07.1636, Lagarde-06.08.1687, Frescatis)
            │    │   │           │       │   │   │   │   │       X (19.08.1657) Madeleine 
du Puy du Fou
 († 1717)
            │    │   │           │       │   │   │   │   │       │
            │    │   │           │       │   │   │   │   │       ├─■ Charles Pierre de Lévis-Mirepoix (1670-1702)
            │    │   │           │       │   │   │   │   │       │   X Anne Gabrielle d'Olivier d'Hadouviller
            │    │   │           │       │   │   │   │   │       │   |
            │    │   │           │       │   │   │   │   │       |   └─■ 
Gaston Pierre de Lévis-Mirepoix
 (1699-1757), 
maréchal de France
 en 1757
            │    │   │           │       │   │   │   │   │       │
            │    │   │           │       │   │   │   │   │       └─● Marie Marguerite de Lévis-Mirepoix (1670-1755)
            │    │   │           │       │   │   │   │   │           X (20.05.1703 à Paris) Paul Louis de Lévis-Léran, marquis de 
Léran
 (1664-29.04.1749, Léran)
            │    │   │           │       │   │   │   │   │
            │    │   │           │       │   │   │   │   ├─■ Jean de Lévis-Mirepoix
            │    │   │           │       │   │   │   │   │
            │    │   │           │       │   │   │   │   ├─■ Henri de Lévis-Mirepoix († 1636)
            │    │   │           │       │   │   │   │   │
            │    │   │           │       │   │   │   │   └─● Louise de Lévis-Mirepoix
            │    │   │           │       │   │   │   │
            │    │   │           │       │   │   │   ├─● 
Catherine de Lévis-Mirepoix
 (1570-1645)
            │    │   │           │       │   │   │   │   X (04.10.1593) 
Gabriel de Lévis-Léran
, seigneur de Léran, vicomte de 
Léran
 († 10.03.1638)
            │    │   │           │       │   │   │   │
            │    │   │           │       │   │   │   └─■ 
Jean de Lévis-Mirepoix

            │    │   │           │       │   │   │
            │    │   │           │       │   │   ├─● 
Françoise de Lévis-Mirepoix

            │    │   │           │       │   │   │
            │    │   │           │       │   │   └─● 
Louise de Lévis-Mirepoix

            │    │   │           │       │   │
            │    │   │           │       │   └─● 
Charlotte de Lévis-Mirepoix

            │    │   │           │       │
            │    │   │           │       ├─■ 
Philippe de Lévis-Mirepoix
 (1466-1537), 
abbé de Notre-Dame de Lagrasse
, 
prieur de Camon
, 
évêque de Mirepoix
 en 1491
            │    │   │           │       │
            │    │   │           │       ├─● 
Françoise de Lévis-Mirepoix

            │    │   │           │       │   X Philippe de Bazillac
            │    │   │           │       │
            │    │   │           │       ├─● 
Hélène de Lévis-Mirepoix

            │    │   │           │       │   X Jean IV 
de Voisins-Lautrec
, 
vicomte en partie de Lautrec
 († 1495)
            │    │   │           │       │
            │    │   │           │       ├─● 
Annette de Lévis-Mirepoix

            │    │   │           │       │   X (30.12.1487) Galobie d'Espagne 
(famille d'Espagne : cf. 
Couserans
)
, seigneur de 
Panassac
 († 1517)
            │    │   │           │       │
            │    │   │           │       ├─● 
Gabrielle de Lévis-Mirepoix

            │    │   │           │       │   X (1487) Rigaud, 
seigneur de Pestels

            │    │   │           │       │
            │    │   │           │       ├─● 
Marguerite de Lévis-Mirepoix

            │    │   │           │       │
            │    │   │           │       ├─● 
Françoise de Lévis-Mirepoix

            │    │   │           │       │
            │    │   │           │       └─● 
Jeanne de Lévis-Mirepoix

            │    │   │           │
            │    │   │           └─● 
Anne de Lévis-Mirepoix
 (vers 1382-vers 1443)
            │    │   │                X (vers 1410) Louis 
de Pierre-Buffière
 (1385-1466)
            │    │   │
            │    │   │   X (26.08.1342) Aliénor 
de Montaut
, fille de Sicard IV, baron de Montaut
            │    │   │   │
            │    │   │   └─● 
Éléonore de Lévis-Mirepoix
 (1334-1374)
            │    │   │        X (1361) Bertrand II 
de Terride

            │    │   │
            │    │   ├─■ 
Roger de Lévis-Mirepoix
 († 17.05.1313)
            │    │   │
            │    │   └─■ 
Gaston I de Lévis
, seigneur de 
Léran
 (vers 1035-1347)
            │    │       X Aliénor (Eléonore) de Sully, fille d’
Henri IV de Sully
, 
seigneur de Sully
, 
baron de Chalus
 (vers 1300-24.12.1345)
            │    │       │
            │    │       ├─● 
Jeanne de Lévis-Léran
 (1336-…)
            │    │       │   X (1351) Jean 
de Voisins
 (1330-1393)
            │    │       │
            │    │       ├─■ 
Gaston II de Lévis-Léran
, 
seigneur de Léran
 († après 13.03.1383)
            │    │       │   X (31.03.1362) Jeanne de Rochefort, fille de Bernard de Rochefort de Seilhan (
Seilhan
 ?) († 1404)
            │    │       │   │
            │    │       │   └─■ 
Gaston III de Lévis-Léran
, chevalier, seigneur de Léran (1366-1398)
            │    │       │       X (23.11.1387) Iseude d'Arpajon, fille de Bérenger II 
d'Arpajon
 (vers 1365-…)
            │    │       │       │
            │    │       │       └─■ 
Gaston IV de Lévis-Léran
, chevalier, seigneur de Léran, d'Aiguillanes, de Peyrat et de Villars (vers 1390-vers 1478)
            │    │       │           X (22.10.1408) Catherine de Panat, fille de Gui, 
vicomte de Panat
 (vers 1390-31.03.1459)
            │    │       │           │
            │    │       │           ├─■ 
Gaston V de Lévis-Léran

            │    │       │           │   X (17.11.1447) Gabrielle de Pierrefort, fille de Louis II de Pierre (de Peyre), baron de 
Pierrefort

            │    │       │           │   │
            │    │       │           │   ├─■ 
Gaston VI 'Le Jeune' de Lévis-Léran
, écuyer, seigneur de Léran († après 02.06.1505)
            │    │       │           │   │   X (02.02.1478) Jeanne de Caraman, fille de Jean, 
vicomte de Caraman
 († 1493)
            │    │       │           │   │   │
            │    │       │           │   │   └─● 
Cécile de Lévis
 († 1545)
            │    │       │           │   │      X (1532) Jean III du Maine, seigneur d'Escandillac (
Scandaillac
)
            │    │       │           │   │
            │    │       │           │   │   X (30.11.1493) Marie de Foix de Caraman, fille de Jean de Foix, 
vicomte de Caraman
 († 1525)
            │    │       │           │   │   │
            │    │       │           │   │   └─■ 
Germain de Lévis-Léran
, seigneur de Léran († 1541)
            │    │       │           │   │       X (01.05.1520) Marie d'Astarac, fille de Jean II, 
comte d'Astarac
 († 1564)
            │    │       │           │   │       │
            │    │       │           │   │       ├─■ 
Gaston VII de Lévis-Léran
, seigneur de Léran († 1559)
            │    │       │           │   │       │   (04.05.1547) Gabrielle de Foix, fille de Jean de Foix, baron de 
Rabat
 († 1601)
            │    │       │           │   │       │   │
            │    │       │           │   │       │   ├─■ 
Gabriel de Lévis-Léran
, seigneur de Léran, vicomte de Léran († 10.03.1638)
            │    │       │           │   │       │   │   X (04.10.1593) Catherine de Lévis-Mirepoix, fille de Jean de Lévis, seigneur de Mirepoix (1570-1645)
            │    │       │           │   │       │   │   │
            │    │       │           │   │       │   │   ├─■ 
Jean Claude de Lévis-Léran
, seigneur de Léran († 24.04.1654, Toulouse)
            │    │       │           │   │       │   │   │    X (10.08.1629) Angélique de Castelnau († 1687)
            │    │       │           │   │       │   │   │    │
            │    │       │           │   │       │   │   │    └─■ 
Gaston VIII de Lévis-Léran
, seigneur de Léran (1634-1704)
            │    │       │           │   │       │   │   │        X (01.01.1659) Jeanne de Juge († 1714)
            │    │       │           │   │       │   │   │        │
            │    │       │           │   │       │   │   │        └─■ 
Paul Louis de Lévis-Léran
, marquis de Léran (1664-29.04.1749, Léran)
            │    │       │           │   │       │   │   │            X (20.05.1703, Paris) Marie Marguerite de Lévis-Mirepoix, fille de Gaston Jean Baptiste de Lévis-Mirepoix (1670-1755)
            │    │       │           │   │       │   │   │            │
            │    │       │           │   │       │   │   │            ├─■ 
Gaston Jean Baptiste de Lévis-Léran
, comte de Léran
            │    │       │           │   │       │   │   │            │   Capitaine à la compagnie des gendarmes de la garde du roi (1704-17.03.1747, Léran)
            │    │       │           │   │       │   │   │            │   X (14.06.1723, Paris) Jeanne Gilette de Baillon († 1737)
            │    │       │           │   │       │   │   │            │   │
            │    │       │           │   │       │   │   │            │   ├─■ 
Louis Marie de Lévis
, marquis de Mirepoix (11.05.1724, Léran-23.02.1800, Venezia)
            │    │       │           │   │       │   │   │            │   │   Colonel du régiment Royal-Marine (1.02.1749), lieutenant général pour le roi au gouvernement du Bourbonnais
            │    │       │           │   │       │   │   │            │   │   X (07.08.1751, Paris) Catherine Agnès de Lévis (1733-1783)
            │    │       │           │   │       │   │   │            │   │   │
            │    │       │           │   │       │   │   │            │   │   ├─■ 
Charles Philibert de Lévis
, comte de Mirepoix (09.11.1753, 
Châteaumorand
-exécuté 28.05.1794, Paris)
            │    │       │           │   │       │   │   │            │   │   │   Major du régiment Cravate-Cavalerie, colonel du régiment de Turenne, maréchal de camp (1791),
            │    │       │           │   │       │   │   │            │   │   │   représentant de la noblesse du bailliage de Paris lors des 
États Généraux de 1789

            │    │       │           │   │       │   │   │            │   │   │
            │    │       │           │   │       │   │   │            │   │   ├─● 
Henriette Charlotte de Lévis
 (1755-…)
            │    │       │           │   │       │   │   │            │   │   │
            │    │       │           │   │       │   │   │            │   │   ├─■ 
Charles de Lévis
 (1769-1841)
            │    │       │           │   │       │   │   │            │   │   │
            │    │       │           │   │       │   │   │            │   │   └─■ 
Gui Casimir de Lévis
 (1770-1817)
            │    │       │           │   │       │   │   │            │   │
            │    │       │           │   │       │   │   │            │   ├─● 
Louise Élisabeth de Lévis
 (1725-…)
            │    │       │           │   │       │   │   │            │   │
            │    │       │           │   │       │   │   │            │   ├─● 
Marie Anne Charlotte de Lévis
 (1726-…)
            │    │       │           │   │       │   │   │            │   │
            │    │       │           │   │       │   │   │            │   ├─● 
Adélaïde de Lévis

            │    │       │           │   │       │   │   │            │   │
            │    │       │           │   │       │   │   │            │   └─● 
Marie Jeanne de Lévis
 († 1784)
            │    │       │           │   │       │   │   │            │
            │    │       │           │   │       │   │   │            ├─● 
Marie Jeanne Angélique Claude de Lévis
 (1705)
            │    │       │           │   │       │   │   │            │
            │    │       │           │   │       │   │   │            └─● 
Louise Françoise de Lévis
 (1708-1799)
            │    │       │           │   │       │   │   │
            │    │       │           │   │       │   │   ├─■ 
Salomon de Lévis-Léran
, seigneur de 
Limbrassac
 († 1683)
            │    │       │           │   │       │   │   │   X (05.12.1640, Ajac) Catherine de Ferroul († 1680)
            │    │       │           │   │       │   │   │   │
            │    │       │           │   │       │   │   │   ├─■ 
Jean de Lévis-Léran
, seigneur d'
Ajac
, Lieutenant des galères du roi († 03.02.1720)
            │    │       │           │   │       │   │   │   │   X (18.06.1715) Jeanne de Maguelonne
            │    │       │           │   │       │   │   │   │   │
            │    │       │           │   │       │   │   │   │   ├─■ 
Pierre de Lévis-Léran
 († 1785)
            │    │       │           │   │       │   │   │   │   │
            │    │       │           │   │       │   │   │   │   └─■ 
François de Lévis
, duc de Lévis (08.1785) 
maréchal de France
 (1783), (23.08.1720, Ajac-26.11.1787, Arras)
            │    │       │           │   │       │   │   │   │       
Chevalier des ordres du Roi
 et des ordres royaux militaires et hospitaliers 
de St. Lazare de Jérusalem

            │    │       │           │   │       │   │   │   │
            │    │       │           │   │       │   │   │   └─■ 
Joseph de Lévis

            │    │       │           │   │       │   │   │
            │    │       │           │   │       │   │   ├─● 
Marguerite de Lévis

            │    │       │           │   │       │   │   │
            │    │       │           │   │       │   │   ├─● 
Gabrielle de Lévis

            │    │       │           │   │       │   │   │
            │    │       │           │   │       │   │   └─● 
Claude de Lévis

            │    │       │           │   │       │   │
            │    │       │           │   │       │   ├─■ 
Antoine de Lévis

            │    │       │           │   │       │   │
            │    │       │           │   │       │   └─● 
Jeanne de Lévis

            │    │       │           │   │       │
            │    │       │           │   │       └─■ 
Jean-Claude de Lévis-Léran
, baron d'Audan et de 
Bellesta
, gouverneur du comté de Foix
            │    │       │           │   │
            │    │       │           │   └─● 
Isende de Lévis
 († 1499)
            │    │       │           │
            │    │       │           ├─● 
Jeanne de Lévis
 (vers 1415-…)
            │    │       │           │   X (28.07.1437) Savary II, seigneur de 
Mauléon
, de 
Valcabrère
, de 
Belpech
, d'
Esplas
 et de 
Durban

            │    │       │           │
            │    │       │           ├─● 
Judith de Lévis
 (vers 1425-…)
            │    │       │           │   X Nicolas de Narbonne, seigneur de 
Nébias
 (1420-1470)
            │    │       │           │
            │    │       │           ├─● 
Isende de Lévis

            │    │       │           │   X Jean III 
de Narbonne-Lara
, baron de 
Talairan
 (1426-1504/1523)
            │    │       │           │
            │    │       │           └─■ 
Jean de Lévis
, 
vicomte de Panat
 et de 
Peyrebrune

            │    │       │
            │    │       └─● 
Constance de Lévis-Léran
 (vers 1345-…)
            │    │           X Amauri IV de Narbonne, baron de 
Talairan
 (vers 1345-1408)
            │    │
            │    ├─■ 
Thibaut de Lévis
, seigneur de 
Sérignac
, 
baron de Montbrun
 et de 
Pennes
 (vers 1272-1309)
            │    │   X Anglésie de Montagu, Dame de 
Montégut
, de 
Montbrun
 et de Pennes (vers 1275-…)
            │    │
            │    ├─■ 
Pierre de Lévis
 (?-1330), seigneur de 
Villeneuve, de la Grenade
 et d’Adjoares.
            │    │   Il est 
évêque de Maguelonne
, 
Cambrai
 et 
Bayeux

            │    │
            │    ├─■ 
Philippe 
I
er
 de Lévis
, seigneur de 
Lévis
 et de 
Florensac
, vicomte de 
Lautrec
 (vers 1275-après 1304)
            │    │   X Béatrix 
de Toulouse-Lautrec
, 
vicomtesse de Lautrec
 (1270-1342)
            │    │   │
            │    │   ├─■ 
Bertrand I de Lévis
, seigneur de Florensac, de Lévis, de 
Marly
, de 
Magly-l’Essart
,
 
etc.

            │    │   │   X (1336) Jourdaine de 
La Roche-en-Régnier

            │    │   │   │
            │    │   │   └─■ 
Hugues de Lévis-Florensac
, seigneur de Florensac († 1366)
            │    │   │   │
            │    │   │   └─■ 
Philippe II de Lévis-Florensac
, seigneur de 
Florensac
, de 
Lévis
, de 
Marly-le-Châtel
 et de 
Magly-l'Essart

            │    │   │       Х (1382) Alix de Quélus (
Caylus
), fille de Guillaume, seigneur de Quélus
            │    │   │       │
            │    │   │       ├─■ 
Bertrand II de Lévis-Florensac
, seigneur de Florensac et de Lévis
            │    │   │       │   Х Gaillarde, fille d’Astorg, 
seigneur de Peyre
 et Gaillarde 
d’Apchier

            │    │   │       │   │
            │    │   │       │   └─■ 
Philippe III de Lévis-Florensac
, seigneur de Florensac et de Lévis († 1451)
            │    │   │       │       Х Isabeau de Poitiers, fille de Louis 
de Poitiers
, seigneur 
Saint-Vallier
 († après 1486)
            │    │   │       │       │
            │    │   │       │       └─● 
Jeanne de Lévis-Florensac
, dame de Florensac et de Lévis
            │    │   │       │           Х (22.07.1452) Louis 
de Crussol
, sire de 
Crussol
 et de 
Beaudisner
 († 20.08.1473, Villemagne)
            │    │   │       │                          
Grand panetier de France
 (1461), Sénéchal du 
Poitou
 et 
chevalier de l'ordre royal de Saint-Michel
, gouverneur du 
Dauphiné
.
            │    │   │       │
            │    │   │       └─■ 
Eustache de Lévis-Florensac
, seigneur de 
Villeneuve-la-Grenade
, baron de 
Quélus
 et de 
Bournac
 († 16.10.1464)
            │    │   │           Х Alix, 
dame de Cousan
, fille de Gui IV, baron de 
Cousan
 († 1464/9)
            │    │   │           │
            │    │   │           ├─■ 
Gui de Lévis-Quélus
, baron de Quélus et de Penne, seigneur de 
Villeneuve-la-Grenade
 et Périgny, co-seigneur de Florensac († 02.03.1508)
            │    │   │           │   X (15.02.1475) Marguerite 
de Cardaillac
, dame de 
Varaire
 et de 
Privezac

            │    │   │           │   │
            │    │   │           │   └─■ 
Guillaume de Lévis-Quélus
, baron de 
Quélus
 († 1524)
            │    │   │           │       X Marguerite d'Amboise, fille de Hugues 
d'Amboise
, seigneur d'
Aubijoux

            │    │   │           │       │
            │    │   │           │       ├─■ 
Jean de Lévis-Quélus
 († 1536)
            │    │   │           │       │
            │    │   │           │       ├─● 
Marguerite de Lévis-Quélus

            │    │   │           │       │   X (31.01.1548) Antoine 
d'Arpajon

            │    │   │           │       │
            │    │   │           │       └─■ 
Antoine de Lévis-Quélus
, comte de Quélus, baron de Villeneuve, seigneur en partie de Florensac,
            │    │   │           │           Conseiller du roi en ses Conseils, capitaine de cinquante hommes, sénéchal et gouverneur de 
Rouergue

            │    │   │           │           
Chevalier de l'ordre du Saint-Esprit
 (1581), 
chevalier de l'ordre de Saint-Michel
 (1581)
            │    │   │           │           X (01.11.1536) Balthazarde de Lettes des Prez, fille d'
Antoine de Lettes des Prez
, 
maréchal de France

            │    │   │           │           │
            │    │   │           │           ├─● 
Marguerite de Lévis-Quélus

            │    │   │           │           │   Х (15.12.1574) Hector, 
baron de Cardaillac
, seigneur de 
Bioule

            │    │   │           │           │
            │    │   │           │           ├─● 
Jeanne de Lévis-Quélus
, héritière de 
Quélus

            │    │   │           │           │   X (26.01.1575) Jean-Claude 
de Pestels
, co-baron de 
Salers
, baron de 
Fontanges
 et 
Branzac
, 
chevalier de l'ordre du roi

            │    │   │           │           │
            │    │   │           │           ├─■ 
Jacques de Lévis
, comte de Quélus († 29.05.1578, Église St-Paul, Paris)
            │    │   │           │           │
            │    │   │           │           ├─■ 
Melchior de Lévis-Quélus

            │    │   │           │           │
            │    │   │           │           ├─■ 
Jean de Lévis-Quélus
 († 30.05.1643), 
abbé de Loc-Dieu
, aumônier de la reine 
Marguerite de Valois
 en 1605.
            │    │   │           │           │
            │    │   │           │           └─● 
Anne de Lévis-Quélus

            │    │   │           │               X (10.04.1570) Jean III 
de Castelpers
, 
vicomte de Panat
 († 1598)
            │    │   │           │
            │    │   │           ├─■ 
Philippe de Lévis-Florensac
 († 1475, Rome)
            │    │   │           │   
Évêque d'Agde
 (1411), 
archevêque d'Auch
 (1429), 
archevêque d'Arles
 (1462) et 
cardinal
 (1473)
            │    │   │           │
            │    │   │           ├─■ 
Jean de Lévis-Florensac
, 
seigneur de Couzan
 et de 
Lugny
 († 1505)
            │    │   │           │   X Louise († 1533), fille d'Antoine 
de Breschard de Bressolles
, sénéchal du 
Bourbonnais
, et veuve de Charles 
de Lavieu, sgr. de Feugerolles
, 
Chalain
 et 
Curraise
 
            │    │   │           │   │
            │    │   │           │   ├─■ 
Gabriel de Lévis-Florensac

            │    │   │           │   │   X (1525) 
Anne de Joyeuse

            │    │   │           │   │
            │    │   │           │   ├─■ 
Jean de Lévis-Florensac

            │    │   │           │   │   X Jeanne 
de Chalençon
-
Rochebaron

            │    │   │           │   │   │
            │    │   │           │   │   └─● 
Claude de Lévis-Florensac

            │    │   │           │   │
            │    │   │           │   ├─■ 
Gui de Lévis-Florensac
, seigneur de 
Marly

            │    │   │           │   │
            │    │   │           │   ├─■ Eustache de Lévis-Florensac
            │    │   │           │   │
            │    │   │           │   ├─■ 
Jean-Louis de Lévis-Florensac
, sgr. de 
Nervieux

            │    │   │           │   │   X Marguerite 
de Sainte-Colombe
 
de St-Priest

            │    │   │           │   │
            │    │   │           │   └─● 
Louise de Lévis-Florensac

            │    │   │           │       X (15.10.1493) Annet III 
de Talaru
 
de Chalmazel

            │    │   │           │
            │    │   │           ├─■ 
Eustache de Lévis-Florensac
 († 1489)
            │    │   │           │
            │    │   │           ├─● 
Charlotte de Lévis-Florensac
 († 1499)
            │    │   │           │   X (1454) Jean IV de Lévis, seigneur de Mirepoix et 
de La Garde

            │    │   │           │
            │    │   │           ├─● 
Marguerite de Lévis-Florensac

            │    │   │           │
            │    │   │           ├─● 
Catherine de Lévis-Florensac

            │    │   │           │
            │    │   │           ├─● Marie de Lévis-Florensac († 1499)
            │    │   │           │
            │    │   │           └─● 
Isabelle de Lévis-Florensac

            │    │   │               X Bertrand de Tourzel 
d'Alègre
, baron de 
Busset
 († après 1491) (cf. l'article 
Yves
)
            │    │   │
            │    │   └─■ 
Philippe II de Lévis
, 
vicomte de Lautrec
 (après 01.10.1346)
            │    │       X (1329) Éléonore 
d’Apchier

            │    │       X (1336) Jamague de 
La Roche-en-Régnier
 (vers 1315-après 1359), dame de 
Meyras
 (
Ventadour
) et de 
Vauvert

            │    │       │
            │    │       ├─■ 
Guigues de Lévis
, seigneur de La Roche-en-Rénier (après 1336-après 25.04.1366)
            │    │       X Saure de La Barthe, fille de 
Brunissende
 
de Lautrec
-
Ambres
 et de Géraud 
d'Aure
 et 
La Barthe

            │    │       │   │
            │    │       │   └─■ 
Philippe III de Lévis
, seigneur de 
La Roche-en-Rénier
, 
vicomte de Lautrec
 et seigneur de 
Marly-le-Roy
 (1386). Marié en 1372 avec Éléonore 
de Thoire-Villars
 (elle teste en 1385 et meurt vers 1400 ; fille d'Humbert VI et 
Béatrix de Chalon
, sœur d'
Humbert VII de Thoire-Villars
, et peut-être aussi femme d’
Édouard
 
de Beaujeu
), dame de 
Miribel en Forez
, d'
Annonay
, de 
Buis
 
(cf. 
La Grande Encyclopédie, Librairie Larousse, 1885, t. VII, p. 128
)
 et de Bussy-en-Beaujolais (à 
Theizé
 ?)
            │    │       │      │
            │    │       │      └─■ 
Philippe IV de Lévis
, seigneur de La Roche-en-Rénier, vicomte de Lautrec (1380 - 1440), seigneur de 
Tosny
 en 1406
[
21
]
,
[
22
]

            │    │       │           X Antoinette 
d'Anduze
, dame de 
La Voulte

            │    │       │           │
            │    │       │           └─■ 
Bermond de Lévis
 (1400-1487)
            │    │       │                X Agnès 
de Châteaumorand

            │    │       │                │
            │    │       │                └─■ 
Louis de Lévis-Ventadour
, baron de 
La Voulte
 (1445-1521)
            │    │       │                    X Blanche 
de Ventadour
 (1450-1482)
            │    │       │                     │
            │    │       │                     └─■ 
Gilbert 
I
er
 de Lévis-Ventadour

            │    │       │                         X Jacqueline 
du Mas de L'Isle
 (1478-1566)
            │    │       │                          │
            │    │       │                          ├─● 
Anne Blanche de Lévis-Ventadour

            │    │       │                          │
            │    │       │                          ├─● 
Peyronnelle de Lévis-Ventadour

            │    │       │                          │ X Joachim 
de Chabannes
 (1499-1559), petit-cousin du maréchal 
Jacques

            │    │       │                          │
            │    │       │                          └─■ 
Gilbert II de Lévis-Ventadour
, 
comte de Ventadour
, baron de 
La Voulte
, seigneur de 
Vauvert
 (vers 1511-vers 1557)
            │    │       │                                 enfant d'honneur et panetier du roi 
François 
I
er

            │    │       │                              X Suzanne de Laire-
Cornillon
, dame de La Motte et 
Grigny

            │    │       │                              │
            │    │       │                              ├─● 
Françoise de Lévis-Ventadour

            │    │       │                              │  X François 
de La Baume-Suze

            │    │       │                              │
            │    │       │                              └─■ 
Gilbert III de Lévis-Ventadour
, comte puis 
duc de Ventadour
, 
Pair de France

            │    │       │                                  X 
Catherine de Montmorency

            │    │       │                                   │
            │    │       │                                   └─■ 
Anne de Lévis-Ventadour
, duc de Ventadour, comte de 
La Voulte
, Pair de France (1569-1622)
            │    │       │                                       X 
Marguerite de Montmorency
 (1572 - 1660)
            │    │       │                                       │
            │    │       │                                       ├─■ 
Henri de Lévis-Ventadour
, duc de Ventadour, Pair de France (1596-1680)
            │    │       │                                       │ X Marie-Liesse 
de Luxembourg

            │    │       │                                       │
            │    │       │                                       ├─■ 
 Charles de Lévis-Ventadour
, comte de 
Vauvert
, marquis d'
Annonay
, duc de Ventadour, Pair de France
            │    │       │                                       │ X Suzanne de Lauzières 
de Thémines
-
Cardaillac
, petite-fille du maréchal 
Pons

            │    │       │                                       │ X 
Marie de La Guiche

            │    │       │                                       │   │
            │    │       │                                       │   └─■ 
Louis-Charles de Lévis-Ventadour
 (vers 1647-1717)
            │    │       │                                       │        X 
Charlotte de La Mothe-Houdancourt

            │    │       │                                       │        │
            │    │       │                                       │        └─● 
Anne-Geneviève de Lévis-Ventadour

            │    │       │                                       │            X 
Louis-Charles de La Tour d'Auvergne
, prince de Turenne (1665-1692)
            │    │       │                                       │            X 
Hercule Mériadec
, 
duc de Rohan-Rohan
, 
prince de Soubise

            │    │       │                                       │
            │    │       │                                       ├─● 
Charlotte-Catherine de Lévis-Ventadour

            │    │       │                                       │ X Just-Henry de 
Tournon

            │    │       │                                       │
            │    │       │                                       ├─■ 
François de Lévis de Ventadour
, 
évêque de Lodève

            │    │       │                                       │
            │    │       │                                       ├─■ 
François-Christophe de Lévis-Ventadour
, comte de Brion et duc de 
Damville

            │    │       │                                       │
            │    │       │                                       ├─■ 
Anne de Lévis-Ventadour
, 
archevêque de Bourges
, ancien 
prieur de Rompon

            │    │       │                                       │
            │    │       │                                       ├─■ 
Louis-Hercule de Lévis-Ventadour
, 
évêque de Mirepoix

            │    │       │                                       │
            │    │       │                                       └─● 
Françoise-Marie de Lévis-Ventadour
, 
abbesse d'Avenay
 puis de 
Saint-Pierre de Lyon

            │    │       │
            │    │       └─● 
Dauphine de Lévis

            │    │            X Guillaume 
de Voisins
 (1340-1380)
            │    │
            │    ├─■ 
Eustache de Lévis
, co-seigneur de Florensac
            │    │   X Béatrix de Thurey-
Sessac
, fille de Lambert de Thurey/de Thury
            │    │
            │    ├─■ 
François 
I
er
 de Lévis
, seigneur de La Garde et de 
Montségur
 (1280-1236)
            │    │   X Hélix (Élips) 
de Toulouse-Lautrec

            │    │   │
            │    │   └─■ 
François II de Lévis
, baron de La Garde et Montségur (1302-après 1351)
            │    │       Х Soubiranne d'Aure, fille de Bernard 
d'Aure
, vicomte d'
Aster

            │    │       │
            │    │       └─● 
Élips de Lévis
, dame de La Garde et de Montségur
            │    │           X 
Roger-Bernard de Lévis
, seigneur de Mirepoix (1321-1364)
            │    │
            │    ├─■ 
Gui de Lévis
, religieux de l’ordre des Frères Mineurs
            │    │
            │    ├─● 
Isabeau de Lévis

            │    │   Х (1296) Réginald (Renaud) IV 
de Pons
, 
sire de Pons
, damoiseau, seigneur de 
Bergerac
, Montignac, Mouleydier, Gensac
,
 
etc.

            │    │
            │    └─● 
Jeanne de Lévis
 († 1306)
            │        X (1279) 
Mathieu IV de Montmorency « le Grand »
 († 13.09.1304), seigneur de Montmorency, 
Grand chambellan
 et 
amiral de France

            │
            ├─● 
Jeanne de Lévis
 (vers 1225-30.05.1284)
            │   Х (1250) 
Philippe II de Montfort
, seigneur de 
Castres
 (vers 1225-avant 1274)
            │
            ├─● 
Eustachie de Lévis

            │   Х Jean 
de Bruyères
, seigneur de 
Chalabre
 et de 
Puivert

            │
            ├─● 
Marguerite de Lévis

            │   Х Matthieu II, seigneur de Marly, fils de 
Bouchard II de Marly
 et d’Agnès 
de Beaumont

            │     
Grand chambellan de France
 (vers 1250-21.10.1305)
            │
            ├─● 
Philippe de Lévis
, 
abbesse de Port-Royal
 († 19.07.1280)
            │
            ├─● 
Yolande de Lévis
, religieuse à Port-Royal
            │
            ├─● 
Catherine de Lévis
, religieuse à Port-Royal
            │
            └─● 
Élisabeth de Lévis
, religieuse dominicaine au 
monastère de Prouille
 († 12.03.1330)
```

```
        X (avant 1230) Jeanne 
de Voisins

        │
        └─● 
Algayette de Lévis-Mirepoix
 (avant 1230-1249)
            X Pierre 
I
er
 de (La) Valette, 
sénéchal du Périgord
 (1217-1248)
            │
            └─■ Jourdain II, seigneur de (La) Valette (vers 1255-avant 26.08.1326)
```

## Alliances
Les principales alliances de la famille de Lévis sont : Montmorency (1553), Montmorency-Damville (1593), Montmorency-Luxembourg (1623), La Mothe-Houdancourt (1671), La Tour d'Auvergne (1691), Rohan-Soubise (1694), d'Albert de Luynes (1698), Castries (1722), Charpentier d'Ennery (1784), Le Peletier des Forts (1812), Bérulle (1813), Montmorency-Laval (1817), d'Aubusson de La Feuillade (1821), Berton des Balbes de Crillon (1843), d'Hinnisdäl (1867), Pruvost de Saulty (1872), de Beauffort (1874, 1901), d'Hunolstein (1892), de Montesquiou-Fezensac (1902), de Chaponay (1911), Ruinart de Brimont (1920), Aymé de La Chevrelière (1923), de Talhouët de Boishorand (1937), de Cossé-Brissac (1959), de Fontaines Maillard de La Gournerie, du Mesnil du Buisson (2000), Le Boucher d'Hérouville, de Freslon de La Freslonnière et Dillon-Cavanagh.

## Demeures
- Château de Ventadour (Corrèze) ;
- Château de Ventadour (Meyras, Ardèche) ;
- Château de la Voulte-sur-Rhône (Ardèche) ;
- Château de Vigny (Val d'Oise) ;
- Château de Léran (Ariège) ;
- Château de Lagarde (Ariège) ;
- Château de Mirepoix, à Terride (Ariège)
- Château de Montigny-le-Gannelon (Eure et Loir) ;
- Château de Chèreperrine (Orne) ;
- Château de Brumare, à Brestot (Eure) ;
- Château de Malesherbes (Loiret) ;
- Château de Châteaumorand (Loire) ;
- Château de Lugny (Saône-et-Loire) ;
- Château de Lévis (Allier) ;
- Château de La Flachère (Rhône) ;
- Château de Chèreperrine (Orne) ;
- Hôtel Lévis-Mirepoix (Paris).

## Armorial

Armes de Lévis.

Armes de Lévis-Ventadour,.

- Lévis ou Lévis-Mirepoix : D'or à trois chevrons de sable.
- Lévis-Léran : D'or à trois chevrons de sable.
  - Supports pour l'écu : posé, sur deux bâtons d'azur, semés de croisettes d'or et passés en sautoir, qui sont les insignes de maréchal de la foi.
- Lévis-Ventadour : Écartelé : au 1, coticé d'or et de gueules de six pièces ; au 2, d'or à trois chevrons de sable (qui est de Lévis) ; au 3, de gueules à trois étoiles d'or posées 2 et 1 (qui est d'Anduze) ; au 4, d'argent au lion de gueules (qui est de Layre) ; sur le tout, échiqueté d'or et de gueules (qui est de Ventadour).
- Lévis-Lautrec-Villars : D'or, à trois chevrons de sable, au label componé.
- Lévis-Charlus : Écartelé : au 1, d'azur à la croix engrêlée d'argent ; au 2, de gueules au coq d'argent, barbé, crêté, becqué et membré d'or, ayant au col un écusson d'azur, chargé d'une fleur de lys d'or (qui est de L'Hôpital) ; au 3, échiqueté d'or et de gueules (qui est de Ventadour) ; au 4, de gueules au lion d'or ; sur le tout, d'or à trois chevrons de sable (qui est de Lévis).

## Devises
- Lévis : « Dieu aide au second chrétien Lévis ». Cette devise repose sur une légende : au baptême de Clovis, après le roi, aurait été baptisé un Lévis.
- Lévis-Ventadour : Durus Dura Frango (Fort, je renverse les forts).

## Toponymie
- La ville de Lévis, située devant la ville de Québec, dans la province de Québec, au Canada, est nommée ainsi en l'honneur d'Henri de Lévis, 3e duc de Ventadour, lieutenant général du roi Louis XIII en Languedoc, allié des Condé, vice-roi de la Nouvelle-France (1625-1631). Ce nom est choisi en 1861, rappelant ainsi les anciennes désignations de Lévis donné à un cap et à la paroisse Pointe Lévy.
- Les petites villes de Labastide-de-Lévis et Castelnau-de-Lévis, dans le Tarn, au nord-ouest d'Albi sont des bastides créées au XIIIe siècle au moment de la croisade des albigeois. Elles doivent leur nom à Guy de Lévis qui est à ce moment-là seigneur de la région.
- La rue de Lévis, à Paris 17e, tire son nom de la famille.